# Mas Joals
Mas Joals és una urbanització del municipi de Riudellots de la Selva, a la comarca catalana de la Selva. En el cens de 2013 tenia 209 habitants.